# Väinö Malmivaara
Väinö Rafael Malmivaara, hette fram till 1900 Malmberg, född 7 november 1879 i Kiuruvesi, död 13 november 1958 i Kiuruvesi, var en finsk väckelseledare, biskop i Uleåborgs stift 1943-54, teologie doktor vid Helsingfors universitet 1945. Han var son till Wilhelmi Malmivaara.
Väinö Malmivaara var en av de väckelsetrognas ledare och uppburen som predikare. Från 1922 var han föreståndare för Herättäjä-föreningen. Mellan 1927 och 1932 var han riksdagsledamot för samlingspartiet. 